# Pikku Kakkonen
Pikku Kakkonen ("el pequeño número dos" en finlandés) es un programa de televisión infantil finlandés tipo revista que se emite en Yle TV2 . El primer capítulo se emitió el 11 de enero de 1977 . Terminó con un cuento para dormir leído por el fallecido Lasse Pöysti (1927-2019) y una animación de Sandman de Alemania Oriental, estableciendo el formato para cientos de episodios posteriores.

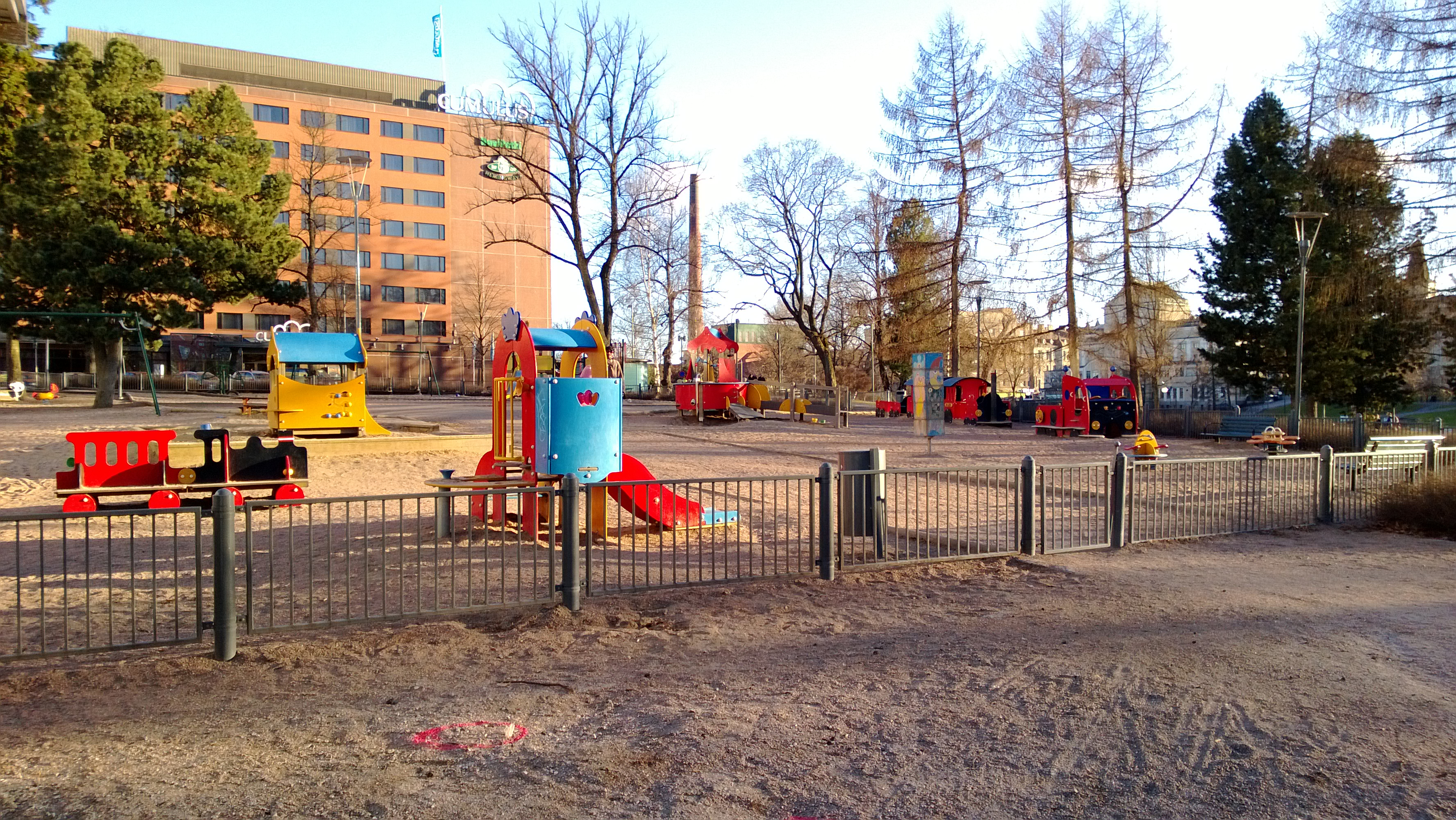
Un parque infantil temático Pikku Kakkonen en Tampere.

Actualmente, la serie se emite entre semana dos veces al día (mañana y noche) y los fines de semana una vez al día (solo por la mañana).
El programa Pikku Kakkonen tiene su sede en Tampere, y sus melodías características (la melodía del correo de Pikku Kakkonen y la melodía del título principal) se han convertido en tonos de llamada para teléfonos móviles . El 25 de octubre de 1983, Pikku Kakkonen presentó un nuevo logotipo que consta de una luna, una flor, un oso de peluche, una muñeca, un fantasma, un pez y un pájaro que juntos forman el número 2; esto coincide con la frecuencia del canal secundario de Yle. La animación de introducción actual de Pikku Kakkonen fue ilustrada por Camilla Mickwitz, quien fue responsable de diseñar y animar las secuencias de apertura y final en stop-motion. Este logotipo se ha convertido en un símbolo de marca registrada de Pikku Kakkonen . Permanecerá permanentemente en uso.
Algunas series de televisión animadas y de acción en vivo se transmiten como parte de Pikku Kakkonen, tanto nacionales como importadas. Las series importadas son principalmente de animación y todas han sido dobladas al finlandés. Las series nacionales son principalmente de acción en vivo.
Pikku Kakkonen está dirigido a una audiencia de edad preescolar y primaria. Tiene una contraparte para niños y niñas más mayores llamada Galaxi que también se transmite por Yle TV2. Galaxi emite series de televisión animadas y de acción en vivo tanto de Finlandia como del extranjero, todo en idioma finlandés.

## Personajes y series
- Käytöskukka
- kössi kenguru
- Pat ja Mat
- Pelle Hermanni de 1978
- Nalle Luppakorva de 1979
- Jättiläiskoira Clifford (2019)
- Lohikäärme Justus
- Taikuri Savinen
- Karvakuonot : Ransu, Eno-Elmeri y Riku, de 1978
- Timo Taikuri de 1979
- Rölli de 1986
- Ti-ti Nalle de 1989
- Taikuri Luttinen de 1995
- Runoja y Rusinoita de 2017
- Reppu-Heppu y Botti a partir de 2021[1]

Muchos de estos se han convertido en programas de televisión, películas, obras de teatro o libros propios. Actualmente, los videos musicales de Ti-Ti Nalle ya no se emiten en Yle TV2 ni como parte de Pikku Kakkonen; en su lugar, se emiten en C More Juniori entre programas.